# 天主教代扎教區
天主教代扎教區（拉丁語：Dioecesis Dedzaënsis）是馬拉維一個羅馬天主教教區，屬利隆圭總教區。
1956年4月29日設代扎代牧區，1959年4月25日升為教區。包括中央區代扎縣和恩徹烏縣，2006年有教友459,398人（佔轄區總人口39.2%）、十五個堂區、卅八名司鐸。現任教區主教為厄瑪奴爾·卡尼亞馬。